# Marinobufagenina
Marinobufagenina (marinobufagina) es un cardiotónico bufadienolide esteroide secretada por el sapo Bufo rubescens y otras especies relacionadas como el Bufo marinus. Es un vasoconstrictor con efectos similares a la digital.